# (43824) 1992 SY24
(43824) 1992 SY24 là một tiểu hành tinh vành đai chính. Nó được phát hiện bởi Henry E. Holt ở Đài thiên văn Palomar ở Quận San Diego, California, ngày 30 tháng 9 năm 1992.